# När Jesusbarnet låg en gång
När Jesusbarnet låg en gång är en julpsalm av Jeanna Oterdahl 1909. Psalmen är en lite ovanlig julpsalm såtillvida som den både är skriven för barn: "alla barnens tankar gå", "du som blev barnens store vän", och inriktad på den vuxne Jesus: "han växte upp och blev en man, så god och vis, så stark och sann". 
Psalmen fanns med i 1937 års psalmbok och bearbetades något för 1986 års psalmbok.
Melodin (C-dur, 4/4) är Martin Luthers från 1539 till hans egen julpsalm Av himlens höjd oss kommet är som också används till Jerusalem, höj upp din röst och Se natten flyr för dagens fröjd.
Texten blir fri för publicering år 2035. Texten omfattas av upphovsrätt tillhörig Vännernas samfund Kväkarna i Stockholm.
Sången har även uppmärksammats för att det var Kikki Danielssons första "liveframträdande", då hon som femårig flicka sjöng den under den lokala söndagsskolans Luciafirande i hennes hemkyrka i Småland 1957.

## Publikation
- Svensk söndagsskolsångbok 1929 som nr 44 under rubriken "Advents- och julsånger"
- 1937 års psalmbok som nr 516 under rubriken "Barn".
- Frälsningsarméns sångbok 1968 som nr 596 under rubriken "Högtider - Jul".
- Nu ska vi sjunga, 1943, som "Julsång", under rubriken "Julsånger", Hugo Bedinger angiven som sångtextförfattare
- 1986 års svenska psalmbok som nr 117 under rubriken "Jul".